# Raimundo Fagner & Zeca Baleiro - Ao vivo em Brasília, 2002
| Críticas profissionais | Críticas profissionais |
| Avaliações da crítica  | Avaliações da crítica  |
| Fonte                  | Avaliação              |
| ---------------------- | ---------------------- |
| G1                     | [ 1 ]                  |

Raimundo Fagner & Zeca Baleiro - Ao vivo em Brasília, 2002 é o terceiro álbum, sendo o segundo ao vivo, da parceria entre os músicos Raimundo Fagner e Zeca Baleiro. Foi lançado em 17 de abril de 2020 pelo selo Saravá Discos.
A apresentação em Brasília (DF) foi descoberta por acaso e gerou o álbum ao vivo com 10 números do show e duas Faixas Bônus gravadas em estúdio. Essas duas Faixas Bônus são: A primeira é uma releitura do samba "O meu amor chorou" (Luiz Marçal Neto, 1971), sucesso na voz do cantor Paulo Diniz, e a segunda - uma música inédita - é a balada "Quando o Sol" (Raimundo Fagner e Zeca Baleiro, 2020), sendo esta última a música de trabalho do álbum. Uma curiosidade é que a faixa Dezembros, que já havia sido lançada no álbum Raimundo Fagner & Zeca Baleiro, de 2003, reaparece neste álbum com a letra ainda em construção, sem as alterações que seriam feitas para a gravação do álbum de estúdio.

## Faixas
| N.º            | Título                                   | Compositor(es)                                  | Duração |  |
| 1.             | "Serenou na Madrugada / Cavalo de Ferro" |                                                 | 5:12    |  |
| 2.             | "A Tua Boca"                             |                                                 | 2:55    |  |
| 3.             | "Banguela"                               |                                                 | 4:21    |  |
| 4.             | "Cebola Cortada"                         | Clodo Ferreira e Petrucio Maia                  | 3:04    |  |
| 5.             | "De Teresina a São Luiz"                 | João do Vale e Helena Gonzaga                   | 4:16    |  |
| 6.             | "Dezembros"                              | Fagner, Zeca Baleiro e Fausto Nilo              | 5:46    |  |
| 7.             | "Orgulho"                                | Paulinho da Viola e José Carlos Capinan         | 3:15    |  |
| 8.             | "Você Só Pensa em Grana"                 | Zeca Baleiro                                    | 4:20    |  |
| 9.             | "A Canção Brasileira"                    | Sueli Costa e Abel Silva                        | 3:36    |  |
| 10.            | "Flor da Pele / Revelação"               | Zeca Baleiro / Clésio Ferreira e Clodo Ferreira | 4:59    |  |
| Duração total: | Duração total:                           | Duração total:                                  | 41:50   |  |

| Faixas Bônus - Músicas Gravadas em Estúdio |                     |                     |         |  |
| N.º                                        | Título              | Compositor(es)      | Duração |  |
| 11.                                        | "O Meu Amor Chorou" | Luiz Marçal Neto    | 2:29    |  |
| 12.                                        | "Quando o Sol"      | Fagner/Zeca Baleiro | 3:08    |  |
| Duração total:                             | Duração total:      | Duração total:      | 5:37    |  |

## Ficha Técnica e Créditos Musicais
Músicos
- Raiundo Fagner - Voz, Piano e violão
- Zeca Baleiro - Voz, Baixo-elétrico e violão
- Adelson Viana - Piano e Acordeom
- Tuco Marcondes - violão e guitarra

Ficha Técnica
- Leonardo Nakabayashi - Masterização